# Doboz
Doboz là một làng thuộc hạt Békés, Hungary. Làng này có diện tích 54,47 km², dân số năm 2010 là 4234 người, mật độ 78 người/km².